# 猎爱百计
《猎爱百计》（羅馬化：Roy Leh Sanae Rai）是一部由Exact & Scenario制作，普提查·克瑟辛和潘缇娜·维·班秀理维塔那措等人主演的泰国情节剧。此剧改编自2002年在泰国第5电视台播出的泰国电视剧《诡计多端》，2015年6月3日至2015年7月16日期间每周至每周四晚上8时20分至10时30分在泰国One 31播出。

## 演员阵容
- 普提查·克瑟辛 饰演 龚泊
- 潘缇娜·维·班秀理维塔那措 饰演 楠宁
- 齐纳吾·英塔拉库辛 饰演 小东
- 柔·潘纳雅固 饰演 小瑛
- 爱琳·尤格达塔 饰演 珍妮
- 斯棠·潘普 饰演 芙蓉
- 阿卡那·凌米查 饰演 卡森烈（青年）
- 坤查努·肯甘卡 饰演 廷纳
- 帕辛·利昂武 饰演 Wittaya